# ثريا عبد البديع
ثريا عبد البديع هي ثريا عبد البديع محمد عكاشة كاتبة مصرية، وهي عضو النقابة العامة لاتحاد كتاب مصر.

## السيرة الذاتية
ثريا عبد البديع هي كاتبة مصرية للاطفال من مواليد عام 1968م، حاصلة على ليسانس الآداب والتربية (قسم لغة عربية-جامعة عين شمس) عام 1990م -عملت بالتدريس منذ تخرجها حتى عام 2003م، ثم أصبحت رئيس شعبة ادب الطفل بنقابة الكتاب، وعضوا في لجنة العلاقات الإنسانية -ومستشار رئيس مجلس إدارة دار المعارف ومجلة أكتوبر السابقة. محاضرة مركز بهيئة قصور الثقافة -عضو لجان المجلس الأعلى للثقافة -عضو اتحاد الكتاب -عضو اتيليه القاهرة للكتاب والفنانين.
بداياتها:
شاركت في الجماعة الأدبية وهي في المرحلة الثانوية، وألفت ثلاثة أعمال باللغة الإنجليزية ثم قامت بترجمتها إلى اللغة العربية، تم تشجيعها واكتشافها من قبل الأديب الكبير أنيس منصور والذى قدمت له خمسين كتابا من تأليفها.وتعتمد ثرية عبد البديع في كتاباتها على تنمية شخصية الطفل.
وقد اعتمدت في كتاباتها على تقسيم عمر الطفل إلى ثلاثة اقسام.
أولا-القسم الأول:
الفترة ما قبل المدرسة وحتى سن السادسة وهذه طفولة مبكرة.
ثانيا-القسم الثاني:
وهي الفترة من سن السادسة حتى سن التاسعة وهي الطفولة المتوسطة.
ثالثا-القسم الثالث:
وهي الفترة من سن التاسعة حتى سن الثانية عشر أو حتى بعد الرابعة عشر ويسمى سن اليافعين.
أهم اعمالها الأدبية للاطفال:
مجلة «قطر الندى» المصرية الصادرة عن الهيئة العامة لقصور الثقافة.
ومجلة «نور» المصرية الصادرة عن المنظمة العالمية لخريجي الأزهر.
ومجلة «العربي الصغير» الكويتية الصادرة عن وزارة الأعلام بالكويت.
ولم تقف عند هذا الحد بل تشارك أيضا في مجلات ودوريات عربية ومصرية أخرى منها:
(الرافد الإماراتية -صديقاتي الإماراتية - أحمد وتوته البنانين -وغيرها....)
كما تكتب المقال السياسي في الصحف المصرية مثل: (الوفد البديل حراس مصر -الجمهورية الثانية).

## الكتب
نُشر لها أكثر من تسعين كتاب من بينهم:
- أجمل حكايات الميدان
- متى تغضب يا نيل
- ضوء النهار والملك زنكار
- أمير في بلاد الاقزام
- العصفور والأسد
- جامع الفراشات
- غناء في القصر المهجور
- حكايات الجد عمران
- شمس البهلوان
- أنا كبرت
- سلسلة جنة الحكايات
- سلسلة صبيان وبنات
- سلسلة حكايات السمسم
- السلحفاة الملونة
- ملك له قرنان
- في حديقة الحيوان
- معًا في السوق
- فرح في صندوق اللعب
- نمر يأكل العشب
- سلسلة مع جدي
- سلسلة حكايات النرجس
- سلسلة من حكايات العرب
- كبيرة لأول مرة
- ميرفت صديقة يوم السبت
- الفراشة السوداء
- الذبابة تتحدى
- حمدان والعرائس
- الفقير والبئر المسحور
- عيدميلاد جدتي
- ضوء النهار وملك زنكار
- جدي يتعلم الكمبيوتر
- لا أريد أن أنام
- من حكايات العرب: الزوجة الصابرة
- من حكايات العرب: الساحر عصفور
- أرنوب والمعطف الأحمر
- المدينة اللذيذة
- قلعة على الشاطئ
- ريما والنجمة
- الحمار والعنزة
- جمول يصاحب القمر
- العم شاكر المسراتي
- عيدميلاد دبدوب
- ابن الخياط[4]

## الجوائز
كُرمت في الشارقة وتونس والسودان. حصلت على جائزة هيئة قصور الثقافة عن قصة «غدا نأكل الحلوى».